# 中村多仁子
中村多仁子（1943年3月23日—）是一名日本前女子体操运动员。她在1964年东京夏季奥林匹克运动会中，获得女子团体铜牌。她也参加了1968年夏季奥林匹克运动会，但未获得奖牌。